# Kohler (Wisconsin)
Kohler è un villaggio degli Stati Uniti d'America, situato in Wisconsin, nella contea di Sheboygan.